# Villa Besozzi Casati
La Villa Besozzi Casati è uno storico palazzo di Cologno Monzese, sito in Via Mazzini 9, oggi sede del Comune di Cologno Monzese e di un'ala della biblioteca civica.

## Storia
La Villa Besozzi Casati faceva parte dell'incastellemento di Cologno, di proprietà fin dal medioevo dei monaci del Monastero di Sant'ambrogio di Milano.
L'edificio, edificato sul basamento di un'antica casa-forte, inizia ad assumere l'aspetto attuale nel corso del XVI secolo quando l'area fu acquistata dai nobili Besozzi. 
(Oreste Ferdinando Tencajoli, Ars et labor, 1906)
La villa presenta un doppio schema assiale, con andamento est-ovest determinato dalla presenza del fontanile, caratterizzato dall'esedra d’ingresso, la corte d’onore, il portico, il vasto giardino storico distrutto dall’inserimento di un moderno fabbricato sorto quale ampliamento della sede comunale.
La parte adibita a residenza nobiliare era collocata nella zona ad U della planimetria, come era uso nelle ville sei-settecentesche, aperta ad est sul fontanile. L'esedra di ingresso è sostenuta da due pilastri, un tempo coronati da aquile reggitarga, l’animale araldico della famiglia Besozzi.
All'interno della Villa per volontà dei Besozzi è presente il ciclo decorativo che orna il pianterreno e il piano nobile di palazzo Besozzi Casati. Parte degli affreschi sono presenti nell'ala nord oggi sede della Biblioteca.
Gli affreschi di cui sopra sono attribuiti da Andrea Spiriti a Giovanni Ghisolfi (1623-1683), che a Milano diffuse ampiamente il romanismo pittorico, presente nell’intero ciclo seicentesco di Cologno. Riconoscibile, almeno a livello progettuale, è anche la presenza di Antonio Busca (1625-1684).
Il 18 ottobre del 1798 il conte Antonio Besozzi a causa di grossi debiti, si vide costretto a vendere l’intero patrimonio fondiario,1791 pertiche di coltivi, ed immobiliare sul territorio di Cologno a Gaspare Casati, padre di Gabrio Casati, il cui figlio Luigi Agostino, senatore del Regno, fu sindaco di Cologno dal 1874 al 1882, carica ricoperta pure dal figlio Gabrio per due legislature, dal 1894 al 1908.
Ultimi a risidere in questa Villa furono i coniugi, il marchese Alberto Visconti di San Vito e la consorte Anna Casati discendente della famiglia Casati
(Oreste Ferdinando Tencajoli, Ars et labor, 1906)